# ヨドバシ甲府
ヨドバシ甲府（ヨドバシこうふ）は、山梨県甲府市の甲府駅前にある家電量販店・ヨドバシカメラを中心にした複合商業施設である。核店舗はヨドバシカメラ マルチメディア甲府。ヨドバシカメラとしては山梨県内初進出、また令和になってから初めての新規店舗である。

## 概要

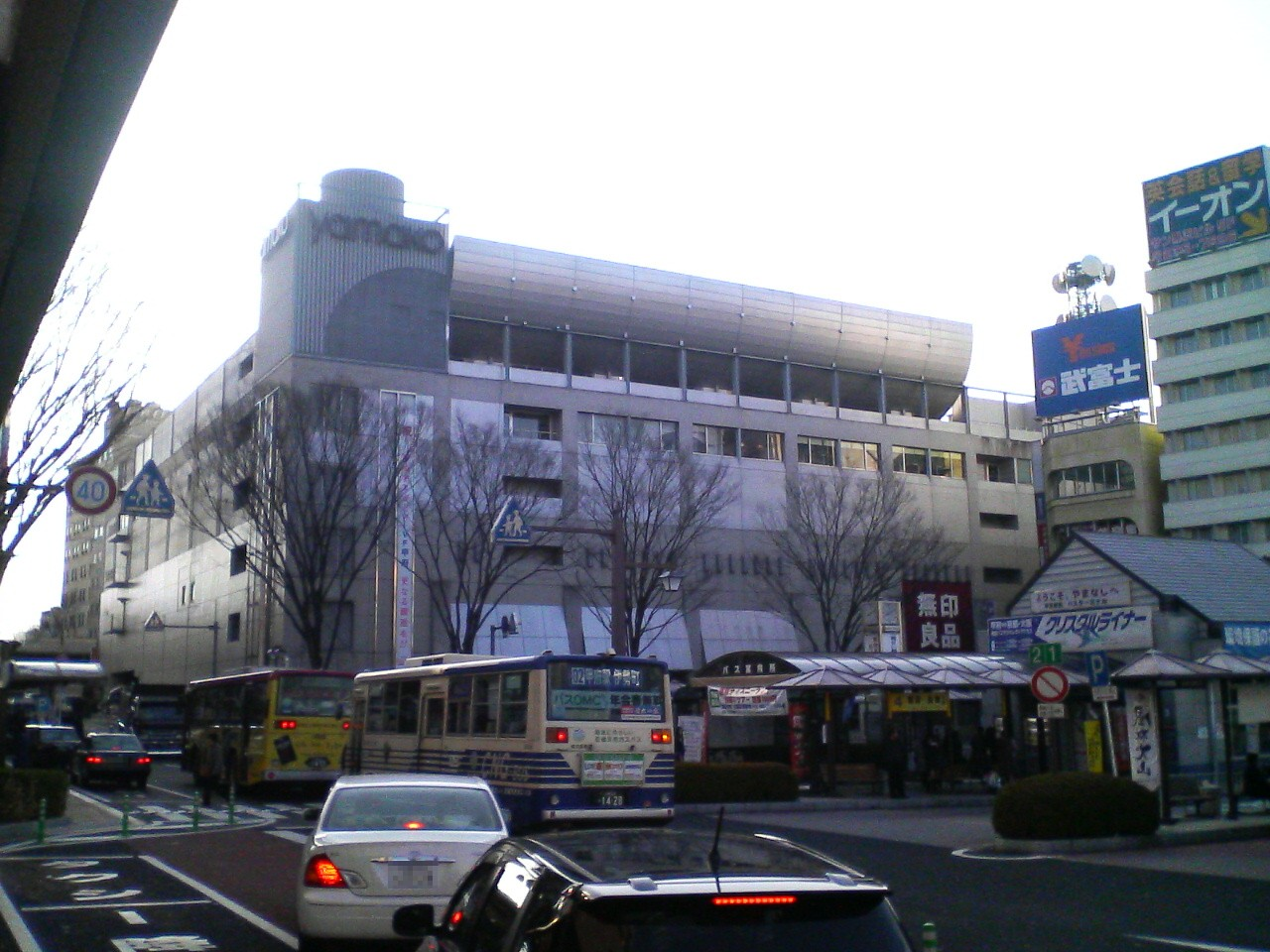
山交百貨店時代。外構はほぼ維持している。

建物は1989年（平成元年）に山交百貨店の店舗として竣工。2019年（令和元年）9月30日に跡地利用が決まらない状況で山交百貨店が閉店したが、同年11月にヨドバシカメラが10月に土地および建物の売買契約を締結していたことが報じられた。ヨドバシカメラは報道を認めたうえで「行政手続や改装工事を経て出店を計画している」と回答している。
2020年（令和2年）5月には来年春頃オープンを目指すとし、行政手続の完了を経て同年夏より改装工事が開始された。外構は基本的には山交百貨店時代の面影を残しつつ装飾をシンプル化し、外壁の色は黒・濃灰色としている。内装は他のヨドバシカメラと同じデザインで、山交百貨店時代の1階から2階への吹き抜けは埋められ、象徴として設置されていたスパイラルエスカレーターは撤去されている。
2021年（令和3年）4月20日にヨドバシカメラはプレスリリースをおこない、山交百貨店時代は15,774m2であった売場面積は13,800m2とした。翌21日には4階に石井スポーツの出店も発表された。
2021年（令和3年）4月28日にオープン。オープン時の店舗は1階から4階までで、地下1階および5階は空きフロアとして閉鎖されている。このうち地下1階はスーパーマーケットのロピアが入居することが決定し、2022年（令和4年）12月26日にオープンした。また、地元新聞紙の山梨日日新聞では屋上にフットサルコート、5階に飲食店街等を予定していると報道されている。

## 店舗・フロア構成
2021年4月28日時点。
- 屋上階（6階相当） - [未定]※フットサルコートを予定
- 5階 - [未定]※飲食店街等を予定しているが、現状はイベントスペースとして暫定運用中。
- 4階 - ヨドバシカメラマルチメディア甲府、石井スポーツヨドバシ甲府店
- 1階 - 3階 - ヨドバシカメラマルチメディア甲府
- 地下1階 - ロピア甲府ヨドバシ店
- 地下2階 - 地下4階 - 地下駐車場
  - 300台収容。うち自家用車用270台、二輪車専用30台。1階出入口からアクセス。営業時間9:00 - 23:00（最終入庫22:00）

## その他
- 新型コロナウイルス感染症対策としてオープン当初より店内天井に設置されている照明器具はすべて光触媒LED照明となっている。また、改装にあたり換気システムを強化しており、法定換気量より187.44％を達成しており、コロナウイルスに対する山梨県内独自の基準である「やまなしグリーン・ゾーン認証」も取得済みである[1]。
- 甲府市中心市街地活性化基本計画に関係し、エリアマネジメント活動を提案している[1]。

## アクセス
- 甲府駅南口より徒歩1分。甲府駅バスターミナルに隣接。